# لاعب الشطرنج
اللعبة الملكية (وتعرف أيضاً بقصة الشطرنج، أو رواية الشطرنج في النص الأصلي بالألمانية) هي رواية للكاتب النمساوي ستيفان زفايج، نشرت للمرة الأولى عام 1941، أي قبل وفاة كاتبها انتحاراً. في بعض الإصدارات، استخدم العنوان لمجموعة من القصص القصيرة التي تضمنت «أموك»، «السر المحترق»، «خوف»، «رسالة من مجهولة».

## نبذة عن الكاتب
ستيفان زفايج أو زفايغ«1881–1942» هو كاتب نمساوي من أصل يهودي.أديب نمساوي مرموق ومن أبرز كتّاب أوروبا في بدايات القرن الفائت وقد اشتهر بدراساته المسهبة التي تتناول حياة المشاهير من الأدباء أمثال: تولستوي، وديستوفسكي وبلزاك ورومان رولان فيتناول الشخصية بحيادية ويكشف حقيقتها كما هي دون رتوش وفي الوقت نفسه يميط اللثام عن حقائق مجهولة أو معروفة على نطاق ضيق في حياة هؤلاء المشاهير الذين ذاع صيتهم. كتب شتيفان تسفايغ العديد من المسرحيات والروايات والمقالات. صدر له عمله الذي تناول فيه سيرته الذاتية «عالم الأمس» بعد انتحاره. حصل على الجنسية البريطانية بعد تولي النازيين للسلطة في ألمانيا. عاش متنقلا في أمريكا الجنوبية منذ العام 1940. من رواياته المعروفة نذكر: 24 ساعة في حياة امرأة، والشفقة الخطيرة، وآموك، وتعني هذه الكلمة باللغة الماليزية الجنون الذي يخرج المرء عن طوره. قرر شتيفان التخلص من الحياة وهو يشهد انهيار السلم العالمي وويلات الحرب العالمية الثانية فشعر بخيبة شديدة وتوترت أعصابه المرهفة فأقدم على فعلته دون وجل ولم ينس أن يشكر حكومة البرازيل حيث انتحر على حسن الضيافة والرعاية علماً أن الراحل كان قد حصل على الجنسية البريطانية قبل انتحاره بمدة وجيزة.

## وصلات خارجية
- لاعب الشطرنج على موقع المكتبة المفتوحة (الإنجليزية)
- لاعب الشطرنج صفحة رواية لاعب الشطرنج على موقع جود ريدز
- Elke Rehder: Remarks on The Royal Game by Stefan Zweig 1942–1944 An article from 2015 with pictures on the history of Schachnovelle.
- PushkinPress.com English editions of Stefan Zweig's novellas
- Legamus.eu Audiobook version of the novella (in German)